# Neuseeländische Cricket-Nationalmannschaft in England in der Saison 1937
Die Tour der neuseeländischen Cricket-Nationalmannschaft nach England in der Saison 1937 fand vom 26. Juni bis zum 17. August 1937. Die internationale Cricket-Tour war Bestandteil der Internationalen Cricket-Saison 1937 und umfasste drei Tests. England gewann die Serie 1–0.

## Vorgeschichte
Für beide Mannschaften war es die erste Tour der Saison.
Das letzte Aufeinandertreffen der beiden Mannschaften bei einer Tour fand in der Saison 1932/33 in Neuseeland statt.

## Stadien
Die folgenden Stadien wurden für die Tour als Austragungsort vorgesehen.
| Stadion                     | Stadt      | Kapazität | Spiele  |
| --------------------------- | ---------- | --------- | ------- |
| The Oval                    | London     | 23.500    | 3. Test |
| Lord’s Cricket Ground       | London     | 30.000    | 1. Test |
| Old Trafford Cricket Ground | Manchester | 19.000    | 2. Test |

## Kaderlisten
Die Mannschaften benannten die folgenden Kader.
| Test | Test |
| England | Neuseeland |
| --- | --- |
| - Les Ames - Charlie Barnett - David Brown - Denis Compton - Tom Goddard - Alf Gover - Wally Hammond - Joe Hardstaff - Richard Hutton - Austin Matthews - Jim Parks - Eddie Paynter - Walter Robins - Jim Smith - Hedley Verity - Bill Voce - Cyril Washbrook - Arthur Wellard | - Jack Cowie - Martin Donnelly - Jack Dunning - Norman Gallichan - Walter Hadlee - Jack Kerr - Sonny Moloney - Curly Page - Alby Roberts - Eric Tindill - Giff Vivian - Merv Wallace - Gordon Weir |

## Tests

### Erster Test in London
| 26. – 29. Juni Scorecard | London (Lord’s) | England 424 (155.3) & 226-4d (42) | – | Neuseeland 295 (111.2) & 175-8 (76.5) |
|                          |                 | Remis                             |   |                                       |

### Zweiter Test in Manchester
| 24. – 27. Juli Scorecard | Manchester | England 358-9d (129) & 187 (60.5) | – | Neuseeland 281 (107.4) & 134 (53.4) |
|                          |            | England gewinnt mit 130 Runs      |   |                                     |

### Dritter Test in London
| 14. – 17. August Scorecard | London (Oval) | Neuseeland 249 (83.1) & 187 (68.4) | – | England 254-7d (93) & 31-1 (9.2) |
|                            |               | Remis                              |   |                                  |